# Achelia assimilis
Achelia assimilis is een zeespin uit de familie Ammotheidae. De soort behoort tot het geslacht Achelia. Achelia assimilis werd in 1885 voor het eerst wetenschappelijk beschreven door Haswell. 